# Biatorella tiroliensis
Biatorella tiroliensis är en lavart som beskrevs av H.Magn.. Biatorella tiroliensis ingår i släktet Biatorella, och familjen Biatorellaceae. Arten är reproducerande i Sverige.